# Svetlana Feofánova
Svetlana Yevguénievna Feofánova (en ruso Светлана Евгеньевна Феофа́нова; 16 de julio de 1980 en Moscú) es una atleta rusa, especializada en el salto con pértiga. 
En 2004 rompió en dos ocasiones el récord mundial en salto con pértiga, estableciendo la última vez una marca de 4,88 m. En la actualidad la poseedora de la marca es su compatriota Yelena Isinbáyeva, con un registro de 5,06 m.

## Desempeño deportivo
Svetlana es una atleta internacional que desde mediados de los años 1990 ha participado en casi todos los principales eventos mundiales de atletismo, incluidas dos ediciones de los Juegos Olímpicos, de los que fue medallista en ambas ocasiones.

### En los Mundiales de Atletismo
Sus logros comenzaron en 2001, cuando consiguió la medalla de plata en el Mundial de Atletismo de Edmonton, detrás de Stacy Dragila. Ese mismo año alcanzó la presea dorada en el Mundial en Pista Cubierta en Lisboa. 
En 2002 volvió a conseguir el oro en el Campeonato Europeo de Múnich y en el Mundial en Pista Cubierta en Viena.
En 2003 ganó el oro en el Mundial de París.
En los Mundiales en Pista Cubierta de Budapest 2004 y de Moscú 2006 obtuvo la presea de bronce.
En 2007 consiguió la medalla de oro en el Mundial en Pista Cubierta en Birmingham y el bronce en el Mundial de Osaka.

### En los Juegos Olímpicos
Svetlana participó en Atlanta 1996 con el equipo de gimnasia artística, sin lograr ninguna medalla, especializándose dos años después en la pértiga.
En Atenas 2004 ganó la medalla de plata detrás de su compatriota Yelena Isinbáyeva, y en Pekín 2008 la de bronce.